# Острая респираторная вирусная инфекция
О́страя респирато́рная ви́русная инфе́кция (ОРВИ) (англ. viral respiratory infections) — общий термин для обозначения клинически и морфологически подобных острых воспалительных заболеваний дыхательных путей и лёгких, вызываемых вирусами, тропными к мерцательному эпителию дыхательных путей. Является самой распространённой в мире группой заболеваний, объединяющей грипп, респираторно-синцитиальную, риновирусную, коронавирусную, аденовирусную и другие инфекции, вызывающие катаральные воспаления дыхательных путей. ОРВИ вызываются вирусами более 200 видов, в ряде случаев могут быть вызваны одновременно несколькими видами возбудителей. ОРВИ включают в себя различные инфекции, включая грипп и COVID-19, могут также протекать как простуда, гриппоподобное заболевание, реже как тяжёлая острая респираторная инфекция. Простудой принято обозначать ОРВИ лёгкого течения, затрагивающие преимущественно носовые ходы.
Различные возбудители ОРВИ могут вызывать более или менее схожую симптоматику, которая может включать в себя повышение температуры тела, озноб, общее недомогание, головную боль и т. д., а клиническая картина может выражаться в виде острого ринита, острого фарингита, острого тонзиллита, острого ларинготрахеита и острого бронхита. Иногда также может возникать конъюнктивит. Тяжёлым проявлением ОРВИ является бронхиолит, который возникает как правило у младенцев. В процессе развития вирусное заболевание может осложняться бактериальной инфекцией.
В большинстве случаев респираторные вирусные инфекции протекают в виде лёгкого заболевания и проходят сами собой, поскольку иммунная система в конечном итоге самостоятельно очищает организм от вируса. Тяжёлые случаи заболеваний возникают, если вирусы попадают в нижние дыхательные пути, в результате чего, помимо бронхита, инфекция может привести к вирусной пневмонии и острому респираторному дистресс-синдрому. Также вирусные респираторные инфекции могут приводить к обострению хронических заболеваний. В случаях ослабленного организма, сопутствующей патологии, высоковирулентных штаммов возбудителя, неадекватного лечения, ОРВИ могут осложняться синуситами, евстахиитами, отитами, мастоидитом, тонзиллитами (аденоидитами), некоторые, к примеру грипп, и менингитами, энцефалитами.
Диагноз с малой точностью может быть поставлен на основании клинико-эпидемиологических данных, в общем же случае заболевание может быть клинически диагностировано как острая респираторная инфекция (ОРИ) или острое респираторное заболевание (ОРЗ). Окончательный диагноз может быть поставлен только на основе специальных лабораторных тестов. Поскольку возбудители ОРВИ могут вызывать такие заболевания, как круп, бронхит и бронхиолит, существуют рекомендации не использовать термин «ОРВИ» при постановке диагноза, а вместо него конкретизировать симптоматику по МКБ-10.

## Общие сведения
В понятии острой респираторной вирусной инфекции «острая» указывает на то, что заболевание длится ограниченный период времени, то есть не является хроническим, и, соответственно, началось не так давно. «Респираторная» означает, что проявления касаются дыхательной системы, которая включает в себя нос, горло, трахею и лёгкие, а «вирусная инфекция» указывает на то, что заболевание вызвано именно вирусами, а не другими микроорганизмами. ОРВИ являются подмножеством острых респираторных заболеваний (ОРЗ), которые могут быть вызваны не только вирусами, но и бактериями.

## Симптомы
Симптомы могут отличаться в зависимости от вируса, возраста, наличия хронических болезней и сделанных ранее прививок. Симптомы могут включать в себя:
- недомогание,
- озноб,
- лихорадку,
- насморк,
- чихание,
- заложенность носа,
- заложенность пазух,
- боль в горле,
- охриплость,
- кашель,
- головную боль,
- боль в мышцах,
- боль в ухе или ушах,
- покраснения глаз (при конъюнктивите),
- фебрильные судороги у детей.

По симптомам невозможно определить, какой именно вирус вызвал заболевание, поскольку симптомы у различных вирусов схожие. Статистически больные с РСВ-инфекцией немного более предрасположены к кашлю, затруднённому дыханию или одышке, а у больных гриппом немного чаще бывает лихорадка и головная боль, однако подобные взаимосвязи не являются статистически значимыми.
Симптомы инфекций верхних дыхательных путей могут быть классифицированы как ранние и поздние. Ранние симптомы обычно быстро развиваются, длятся 1 или 2 дня и включают в себя головную боль, чихание, озноб, боль в горле и недомогание. К поздним симптомам относятся выделения из носа, заложенность носа и кашель. При простуде кашель обычно развивается после периода чихания.
Достаточно редким симптомом являются фебрильные судороги у детей младшего возраста. Они могут возникать при температуре от 38 °C у 2 %—5 % детей в возрасте от 6 месяцев до 5 лет (до 60 месяцев).
Есть также опасные признаки, которые требуют незамедлительного обращения к врачу:
- ухудшение состояния на фоне болезни,
- одышка,
- затруднённость дыхания,
- спутанность сознания,
- невозможность доставки жидкости в организм из-за постоянной рвоты,
- симптомы обезвоживания (например головокружение в стоячем положении или редкие мочеиспускания).

## Эпидемиология
ОРВИ являются самыми распространёнными заболеваниями среди людей. На долю ОРВИ приходится до половины всех острых заболеваний и значительная доля острых респираторных заболеваний. Респираторными вирусами вызывается более 500 миллионов простуд в год. Наиболее распространённые возбудители ОРВИ — вирусы пяти семейств: парамиксовирусов, ортомиксовирусов, пикорнавирусов, аденовирусов и коронавирусов.
Дети первых месяцев жизни практически не болеют (благодаря относительной изоляции и пассивному иммунитету, полученному трансплацентарно). Наибольший показатель отмечается среди детей первых лет жизни, что связано с посещением ими детских учреждений (при этом заболеваемость ОРВИ на протяжении первого года может достигать 10 раз/год). Снижение заболеваемости в более старших возрастных группах объясняется приобретением специфического иммунитета после перенесённого заболевания. В среднем на протяжении года каждый взрослый переносит ОРВИ не реже 2-3 раз. Удельный вес конкретных заболеваний в общей структуре ОРВИ зависит от эпидемической обстановки и возраста пациентов. Известны случаи, когда клинические проявления заболевания минимальны, а симптомы инфекционного токсикоза отсутствуют — такие пациенты переносят ОРВИ «на ногах», являясь источником заражения детей и пожилых людей. В настоящее время достоверно установлена вирусная природа практически для всех так называемых простудных заболеваний.
Респираторные вирусные инфекции также являются самой частой причиной госпитализации как среди детей, так и среди взрослых, а острый респираторный дистресс-синдром, который может возникнуть на фоне инфекции, является основной причиной смерти среди детей в развивающихся странах.

### Источник инфекции
Источником ОРВИ является больной человек или в некоторых случаях зверь или птица, которые представляют опасность с момента окончания латентного периода. В эпидемиологии же опираются на инкубационный период, который определяет потенциальную эффективность отдельных мер контроля по отношению к симптоматическим больным. Латентный период представляет собой время от инфицирования до того момента, как человек становится заразным, в то время как инкубационный период — от заражения до возникновения симптомов.

### Восприимчивость
Восприимчивость к заболеванию всеобщая, высокая и не зависит от пола. Относительно маловосприимчивы дети первых месяцев жизни, рождённые от матерей с циркулирующими антителами к возбудителям ОРВИ. При отсутствии у матери защитных антител к ОРВИ восприимчивы даже новорождённые. Большинство острых инфекций приводит к формированию пожизненного иммунитета, в результате которого повторное заражение может приводить к реинфекции с более лёгким течением или к быстрому возрастанию количества антител в крови. Наличие большого количества переболевших определённой инфекцией людей с иммунитетом против неё приводит к формированию коллективного иммунитета, снижая риск заражения людей, у которых иммунитет отсутствует. Однако реинфекции в течение жизни могут быть скорее правилом, нежели исключением, из-за дрейфа антигенов и антигенной изменчивости.

## Инфекционный процесс

### Передача
Респираторные инфекции передаются, главным образом, воздушно-капельным и контактным путями передачи. Воздушно-капельный предполагает вдыхание распылённых в воздухе частиц слизи в результате чихания или кашля инфицированным в радиусе 0,9 метра. При мелкодисперсном распылении с возникновением частиц диаметром менее 10 мкм радиус может увеличиться до 1,8 метра и дальше.
При контактном способе передачи вирус переносится через контаминированные предметы обихода и одежду, а заражение происходит через руки при попадании вируса на слизистые оболочки дыхательных путей. Разные вирусы имеют разную длительность сохранения своей активности на предметах, которая может варьироваться от нескольких часов до нескольких дней. При этом вирусы без оболочки лучше сохраняются во внешней среде и могут дольше оставаться активными вне организма.
Также на вероятность передачи могут повлиять различные факторы окружающей среды, например, влажность и температура воздуха.

### Этиология
Респираторные инфекции вызываются множеством вирусов из семейств парамиксовирусов, пикорнавирусов, коронавирусов, аденовирусов и парвовирусов. Среди таких вирусов есть как РНК-содержащие, так и ДНК-содержащие. К РНК-содержащим относятся риновирусы, коронавирусы, респираторно-синцитиальный вирус, вирусы парагриппа, энтеровирусы, включая вирусы Коксаки и эховирус, человеческий метапневмовирус и вирусы гриппа. К ДНК-содержащим относятся аденовирусы и недавно обнаруженный человеческий бокавирус. В некоторых случаях, например, при иммуносупрессии, ОРВИ также может вызываться вирусом герпеса 1-го типа.
Возможны также смешанные респираторные вирусные инфекции, при которых организм оказывается заражён одновременно двумя или более вирусами, однако клиническая значимость подобных инфекций пока не ясна, и точно не известно, влияют ли смешанные инфекции на тяжесть заболевания.

### Патогенез
Первой линией обороны организма от респираторных вирусов на протяжении всех дыхательных путей является врождённая иммунная система. Для инфицирования должен произойти контакт вируса с клетками, которые являются к нему восприимчивыми, при этом вирус должен обойти местные физиологические и химические защитные системы организма, либо они должны оказаться против него неэффективными. Развитие инфекции, возникновение заболевания и его течение зависят от вирулентности вируса и состояния здоровья его хозяина. Патогенез определяет процесс возникновения и развития заболевания в результате действия вирусной инфекции и для разных групп вирусов может сильно отличаться.
Многие вирусы вызывают инфекции верхних дыхательных путей, например риновирусы, но есть и такие, которые чаще приводят к инфекциям нижних дыхательных путей, например вирусы гриппа, иногда поражая также лёгочную паренхиму. При некоторых инфекциях возможен некроз и смерть клеток. Также разные вирусы могут вызывать разные проявления инфекции, нанося прямые повреждения организму в результате своей активности либо косвенные — в результате иммунного ответа организма или воспалительного процесса.
После распознавания патогена врождённая иммунная система индуцирует выработку противовоспалительных цитокинов и хемокинов, затем в борьбу вступает адаптивная иммунная система. Иммунный ответ на инфекцию с одной стороны позволяет организму очищаться от вируса, но с другой приводит к появлению симптомов заболевания, при этом появление разных симптомов также зависит от распространения вируса по организму. Предполагается, что именно иммунный ответ организма вызывает симптомы заболевания, нежели специфичные для вируса повреждения. Вирусы могут вызывать достаточно сильные воспалительные процессы, которые могут сыграть роль в развитии хронических заболеваний, в число которых входят астма и хронический бронхит.

#### Патогенез симптомов
Боль в горле, вероятно, вызывается действием простагландинов и брадикининов на нервные окончания в верхних дыхательных путях. Экспериментальное интраназальное введение брадикининов также вызывает боль в горле и насморк. Заложенность носа происходит из-за расширения сосудов пазух в ответ на соответствующие медиаторы, к которым относится брадикинин. При насморке выделяется водянистый секрет, состоящий из плазменного экссудата, экссудата желез и некоторых иммунных клеток, таких как нейтрофилы, при этом состав выделений может меняться в зависимости от тяжести инфекции и по ходу заболевания. Насморк часто сопровождается чиханием, которое является рефлексом, инициируемым тройничными нервами и координируемым мозговым стволом. Интраназальное введение гистамина тоже вызывает чихание, поэтому, возможно, на тройничные нервы оказывают влияние гистаминовые рецепторы. Боль в мышцах вместе с лихорадкой, вероятно, вызываются простагландином E2.
Кашель инициируется исключительно посредством блуждающего нерва через стимуляцию чувствительных нервов в гортани и нижних дыхательных путях. Непродуктивный кашель развивается, когда воспаление верхних дыхательных путей доходит до гортани. Продуктивный кашель обычно развивается, когда в нижних дыхательных путях выделяется мокрота. Некоторые виды кашля могут быть связаны с раздражением дыхательных путей. При сильном воспалении гортани может возникать спонтанный кашель из-за раздражителей, которые в норме кашель не вызывают, например, из-за холодного воздуха.
Лихорадка и озноб могут вызываться различными цитокинами, выступающими в роли эндогенных пирогенов, наиболее важными из которых являются интерлейкины IL-1 и IL-6. При этом считается, что лихорадка приносит пользу в борьбе с инфекцией. Недомогание и изменения в настроении, как предполагается, тоже могут вызываться цитокинами. Например, лечение гепатита интерфероном альфа вызывает гриппоподобные симптомы, а некоторые цитокины, в том числе фактор некроза опухоли альфа и интерлейкины IL-1, IL-2 и IL-6, могут вызывать изменения настроения с ангедонией, когнитивными расстройствами, усталостью, потерей аппетита, нарушением сна и снижением болевого порога. Головная боль также вызывается цитокинами, что было экспериментально продемонстрировано при приёме некоторых цитокинов, включая фактор некроза опухоли и интерфероны.

#### Влияние на взаимодействие с бактериями
Известно, что прививки против гриппа среди детей снижают частоту возникновения бактериального среднего отита, аналогичный защитный эффект наблюдался при пассивной иммунизации детей против респираторно-синцитиальной инфекции. Между бактериальными инфекциями и вирусными также есть взаимосвязь по сезонности.
Респираторные вирусные инфекции могут влиять на естественную микрофлору верхних дыхательных путей. Инфекции могут повышать адгезию бактерий по отношению к эпителиальным клеткам, снижать фагоцитоз и очистку слизистых оболочек реснитчатым эпителием. Подобные нарушения в работе местной иммунной системы могут приводить ко вторичным бактериальным инфекциям в областях, которые в норме должны быть стерильными, например в придаточных пазухах носа.
Один из потенциальных механизмов повышения адгезии предполагает повышенную регуляцию адгезионных белков в клетке как следствие провоспалительного ответа организма на вирусную инфекцию. В результате на поверхности некоторых типов клеток, включая эпителиальные, увеличивается количество белков-рецепторов, таких как ICAM-1 или PAFr, которые используются иммунными клетками организма для последующего прикрепления. Некоторые бактерии, такие как пневмококк или гемофильная палочка тоже способны прикрепляться к отдельным рецепторам клеток, что повышает шансы на возникновение бактериальной инфекции при увеличении количества рецепторов. При этом эксперименты на мышах показали, что предрасположенность к повышенной адгезии бактерий может сохраняться некоторое время на этапе выздоровления после инфекции, а в случае гриппа — даже после полного выздоровления.
Между вирусами и бактериями могут происходить различные процессы взаимодействия, которые варьируются в зависимости от конкретных бактерий и вирусов. Хорошо известен факт фатального синергизма между пневмококком и вирусами гриппа, хотя детали патогенеза пока остаются неясными. Эти возбудители сами по себе могут приводить к летальным исходам, но при суперинфекции процент летальных исходов может быть значительно выше. Во времена пандемии испанского гриппа погибли миллионы людей, причём по большей части из-за вторичной пневмококковой инфекции.

### Иммунитет
После большинства острых вирусных инфекций формируется пожизненный иммунитет. Он может выражаться в виде комбинации местного и системного ответа антителами, а также в виде клеточного иммунитета. Повторное заражение тем же возбудителем может выражаться в виде реинфекции с низкой степенью репликации вируса, а также в виде быстрого повторного нарастания количества антител против вируса в крови. Против определённых вирусов формируется типоспецифичный иммунитет, в результате чего подобный иммунитет будет предоставлять слабую защиту против других серотипов вируса. Несмотря на формирование иммунитета, реинфекции возможны в результате антигенной изменчивости и дрейфа антигенов.

## Клиническая картина

Проявления респираторной вирусной инфекции в зависимости от тяжести инфекции по Рональду Эклсу

В большинстве случаев у людей без нарушений работы иммунной системы ОРВИ проходят в лёгкой форме, проявления касаются верхних дыхательных путей, а госпитализация или какое-либо противовирусное лечение не требуются. Длительность болезни обычно составляет примерно от 5 до 10 дней, но может быть и дольше 2 или 3 недель, в зависимости от состояния здоровья больного и вызвавшего заболевание вируса.
Клинически ОРВИ могут проявляться как простуда, острый синусит, острый фарингит, острый ларингит, конъюнктивит, отит, круп (ларинготрахеобронхит), острый бронхит и вирусная пневмония. Также ОРВИ может протекать в форме гриппоподобного заболевания. Хотя с определёнными проявлениями могут быть связаны определённые вирусы, в большинстве случаев одно и то же проявление может вызываться множеством разных вирусов. При этом определение конкретного синдрома — простуды или гриппоподобного заболевания — является сложным и проблематичным. Также клинические проявления могут быть схожи с проявлениями бактериальных инфекций.
Обычные респираторные вирусы являются основной причиной бронхиолита у детей, значительной части внебольничных пневмоний, обострений астмы и обострений хронической обструктивной болезни лёгких, а сезонный грипп является причиной всплесков заболеваемости и смертности. Тяжелые случаи заболевания обычно развиваются у детей, пожилых людей, людей с хроническими заболеваниями и у людей с нарушениями в работе иммунной системы. При этом механизмы, по которым инфекция может перейти из лёгкой формы в тяжёлую, пока недостаточно изучены.

### Осложнения
К неспецифическим осложнениям относятся: бактериальные риниты, синуситы, отиты, трахеиты, тонзиллиты, пневмония, менингит, неврит, радикулит.

## Профилактика
В разгар инфекции рекомендуется ограничить посещение массовых мероприятий, особенно в закрытых помещениях, избегать слишком тесного контакта с больными, как можно чаще мыть руки. Те же правила следует соблюдать и заболевшим: взять больничный лист, стремиться как можно меньше пользоваться общественным транспортом, не посещать массовые мероприятия, избегать тесного контакта со здоровыми людьми, носить марлевую повязку (особенно заболевшим).
Также есть рекомендации держать в чистоте дом и рабочее место, что включает в себя периодическую очистку поверхностей клавиатур, телефонов, ручек дверей и детских игрушек.
Регулярное употребление витамина C не снижает шансы заболевания ОРВИ в целом по популяции, однако в ряде случаев позволяет уменьшить тяжесть и длительность заболевания (от 3 % до 12 % у взрослых), особенно у пациентов, подверженных сильным физическим нагрузкам.

## Диагностика
Диагностика обычно основана на симптомах. Точный диагноз может быть установлен с помощью полимеразной цепной реакции в реальном времени.

### Дифференциальная диагностика
Ввиду широкой распространённости и неоднородности различных острых респираторных инфекций часто возникает необходимость проведения дифференциального диагноза в целях установления точной причины болезни. Знание принципов дифференциальной диагностики различных ОРВИ необходимо для предупреждения различных осложнений и коррекции тактики лечения больного.
Наиболее частыми возбудителями ОРВИ являются парагрипп (более лёгкое, чем у гриппа, течение, поражение гортани с риском удушения у детей), аденовирусная инфекция (менее выраженное, чем у гриппа, начало, ангина и лимфаденопатия, поражение конъюнктивы глаз, сильный насморк, возможно поражение печени), инфекция респираторно-синцитиальным вирусом (поражение бронхов и бронхиол, возможность развития бронхопневмонии, более лёгкое и длительное, чем у гриппа, течение).
Симптомы диспепсии (рвота, разжижение стула) должны насторожить в плане ротавирусной инфекции.
При выраженном воспалении миндалин (особенно частом при аденовирусной инфекции) необходимо исключить ангину и инфекционный мононуклеоз.
Сильно выраженная лихорадка может вызвать подозрения на корь, скарлатину и т. п.
Из более экзотических заболеваний, первые симптомы которых могут напоминать ОРВИ, следует отметить гепатиты, начальный период ВИЧ-инфекции и т. д.

## Лечение
Не существует противовирусных средств, эффективных при простуде. При обычной простуде лечение направлено на облегчение симптомов болезни. Применение противовирусных средств при лёгком течении ОРВИ не требуется. Большинство людей выздоравливают сами по себе. В повседневной практике против респираторных вирусов используются лишь противовирусные средства против гриппа, но они применяются только при инфекциях нижних дыхательных путей.
Также нет лекарств, сокращающих продолжительность ОРВИ или снижающих риск осложнений. В современных международных руководствах для врачей ОРВИ названа «самопроходящей болезнью». При ОРВИ у детей родителям рекомендуется облегчать самочувствие ребёнка и следить за возникновением осложнений, в случае их появления обращаться в врачу. Против большинства возбудителей ОРВИ в настоящее время не разработаны химиопрепараты, а своевременная дифференциальная диагностика затруднена.
В тяжёлых случаях инфекции лечение поддерживающее и может включать в себя жидкостную реанимацию, кислородную терапию либо механическую вентиляцию лёгких при гипоксии, если таковые потребуются. В тяжёлых случаях также могут применяться противовирусные препараты, однако специфическое противовирусное лечение доступно лишь против нескольких вирусов, в числе которых вирусы гриппа и респираторно-синцитиальный вирус. В течение многих лет при тяжёлых случаях респираторно-синцитиальной инфекции у детей был разрешён лишь рибавирин, однако на текущий момент он зарезервирован для пациентов с группами риска, поскольку лекарство дорогостоящее и обладает тератогенным действием. При выраженной интоксикации, а также при дискомфорте в животе, тошноте и/или рвоте показаны энтеросорбенты.
Интерферон также оказался неэффективен в лечении ОРВИ и не используется в повседневной практике. Из-за наличия серьёзных побочных эффектов, которые варьируются от лихорадки с недомоганием до тяжёлой тромбоцитопении и суицидальных наклонностей, интерферон применяется лишь при тяжёлом респираторном синдроме, вызываемом коронавирусами. Тем не менее, в России и странах СНГ различные формы интерферона при ОРВИ пользуются популярностью, например, продаются капли в нос и свечи, а назначают его даже младенцам. Существует мнение, что отсутствие побочных эффектов в случае применения подобных препаратов может указывать на их неработоспособность. В частности, возможно, что интерферон из состава подобных препаратов не попадает в кровоток.
ОРВИ вызывается вирусами, против которых антибиотики бесполезны. Эффективными могли бы быть противовирусные препараты, однако появление универсальных противовирусных средств против ОРВИ в будущем крайне маловероятно из-за очень разнообразной этиологии.
Нестероидные противовоспалительные средства эффективны в качестве жаропонижающего или для облегчения боли в горле. Эффективным жаропонижающим среди взрослых и детей является ибупрофен, при этом он начинает действовать быстрее, чем парацетамол, который также используется для снижения температуры. Наиболее часто применяются безрецептурные антигистаминные, противоотёчные средства, препараты от кашля и отхаркивающие, отдельно или комбинированно.

## Виды инфекции

### Риновирусная инфекция

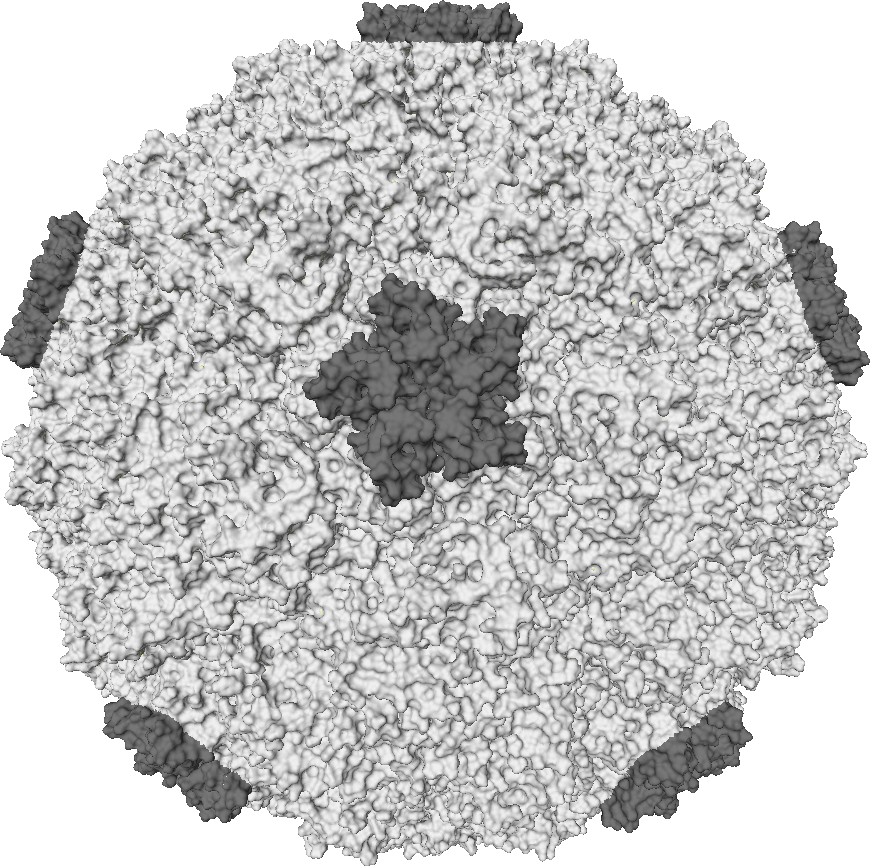
Риновирус

Риновирусная инфекция преимущественно поражает слизистую оболочку носа. Ранее считалось, что риновирусы поражают только полость носа (отсюда и название), но последующие исследования показали, что они обнаруживаются и в остальных отделах дыхательных путей, в том числе в альвеолах. Инфекция характеризуется сильным насморком с фарингитом, а температура тела обычно не поднимается или поднимается до субфебрильных значений. Риновирусы не вызывают интоксикации, болезнь обычно длится 5—7 дней, а насморк может сохраняться на протяжении 2 недель.
Инфекция распространена в холодном и умеренном климате, чаще проявляется осенью и зимой. В народе симптомы заболевания более известны как простуда.

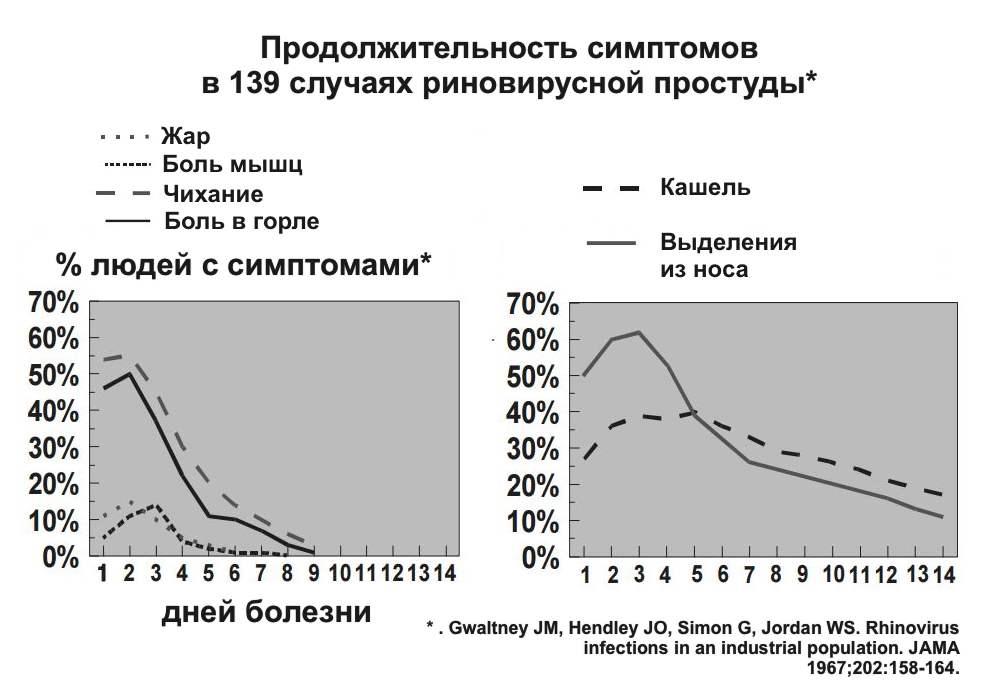
Продолжительность симптомов простуды

### Коронавирусная инфекция

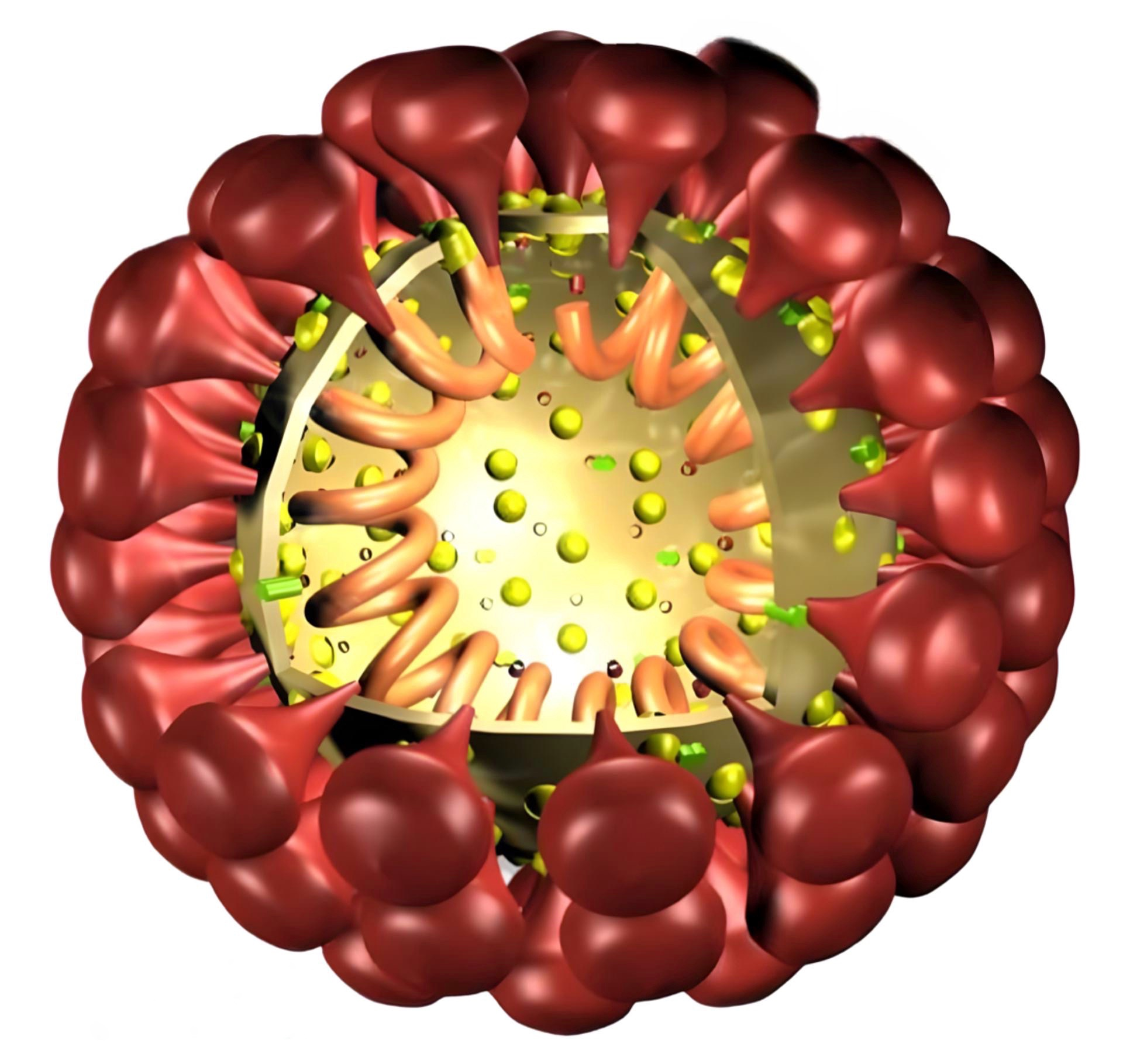
Коронавирус

Вызывается коронавирусами. Поражает эпителий верхних дыхательных путей, характеризуется ринитом. Инфекция распространена среди подростков и взрослых. Течение болезни очень похоже на риновирусную инфекцию, а клинически болезни неотличимы друг от друга. У маленьких детей может поражать нижние дыхательные пути с развитием бронхита, реже — пневмонии, а некоторые коронавирусы могут вызывать диарею у детей. У взрослых может протекать в виде распространённой простуды.
Передаётся инфекция как воздушно-капельным путём, так и через фекалии. При передаче через фекалии может вызывать острый гастроэнтерит, сопровождающийся болями в животе, рвотой и диареей.
Коронавирусы распространены в холодное время года, включая позднюю осень, зиму и раннюю весну. В окружающей среде коронавирусы являются неустойчивыми. Против коронавирусов формируется гуморальный иммунитет, однако, несмотря на это, часто сообщается о случаях повторного возникновения инфекции.
Против коронавирусной инфекции не существует эффективных противовирусных препаратов, допустимых к использованию.

#### Тяжёлый острый респираторный синдром
Хотя коронавирусная инфекция обычно не бывает опасной, в 2002—2003 годах регистрировались случаи заражения опасным штаммом SARS-CoV коронавируса, который сильно отличался по геному от других коронавирусов и, предположительно, являлся вирусом-реассортантом. Данный штамм вызывал развитие тяжёлого острого респираторного синдрома. Болезнь могла протекать остро, с лихорадкой, в течение 3—7 суток с последующим начинающимся выздоровлением, однако через некоторое время начиналась вторая фаза заболевания, при которой происходило ухудшение состояния с возникновением непродуктивного кашля, одышки и затруднённого дыхания. Хотя у большинства в течение 5—7 дней наступало улучшение состояния, в 10—20 % случаев болезнь прогрессировала с развитием отёка лёгких и тяжёлой дыхательной недостаточности.

#### Ближневосточный респираторный синдром
Штамм MERS-CoV коронавируса может вызывать другое тяжёлое заболевание — ближневосточный респираторный синдром. Вирус впервые был обнаружен в 2012 году, но случаи заболеваний обнаруживаются и по сей день, однако обычно они эпизодические и связаны с путешествиями на Ближний Восток или с больничной инфекцией.

#### COVID-19
В конце 2019 года вспышку заболеваемости вызвал новый коронавирус SARS-CoV-2, вызывающий заболевание COVID-19. Инфекция SARS-CoV-2 может варьироваться от асимптоматической или лёгкой до тяжёлой с риском смерти. Симптомы лёгкого заболевания могут включать лихорадку, кашель, больное горло, потерю обоняния, головную боль и ломоту в теле. При средней тяжести заболевания вовлечёнными оказываются нижние дыхательные пути. Тяжёлое заболевание и его осложнения чаще развиваются у людей с сопутствующими заболеваниями. Особенностью COVID-19 является то, что он может приводить к повреждениям различных органов от почек до мозга, что редко наблюдается среди инфекций, вызываемых другими респираторными вирусами.

### Аденовирусная инфекция

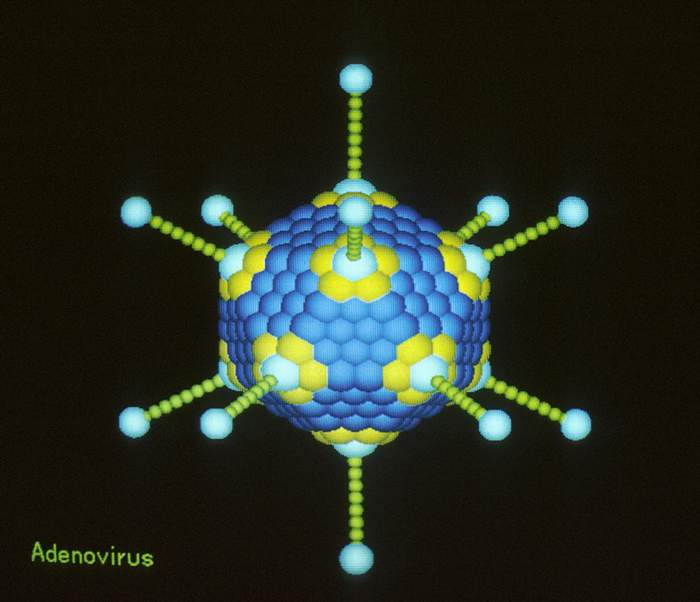
Аденовирус

Аденовирусная инфекция преимущественно поражает глотку, миндалины и конъюнктивы. Также сопровождается лихорадкой, а лимфатические узлы во время болезни могут увеличиться в размерах. У детей температура тела может повышаться до 39—40 °C, а сама лихорадка может длиться от 2-3 дней до 2 недель. Инфекция может также сопровождаться болями в животе, рвотой и жидким стулом.
Аденовирус хорошо сохраняется в окружающей среде, оставаясь активным до 14 суток. Распространяется как воздушно-капельным путём, так и через фекалии. Заражение может произойти через еду, воду и бытовые предметы, если те были контаминированы заражёнными фекалиями. Погибает вирус при воздействии температуры в 56 °C в течение 30 минут.
Поскольку после перенесения заболевания формируется видоспецифичный иммунитет, болеют в основном дети до 5 лет, при этом заболеваемость особенно высока в детских коллективах после их формирования. У большинства же взрослых есть антитела к данной инфекции.

### Парагрипп
Парагрипп обычно вызывает ларингит, поражая преимущественно цилиндрический эпителий в области гортани. В большинстве случаев парагрипп вызывает воспаление верхних дыхательных путей, но может вызывать и достаточно тяжёлые заболевания среди старшего поколения и у людей с иммунодефицитами. Помимо обычной простуды вирусы парагриппа могут вызывать такие заболевания, как круп, бронхиолит и пневмония. У взрослых температура тела как правило сильно не поднимается, но у детей может быть высокой. Болезнь может длиться до 2 недель.
Вирусы парагриппа наиболее распространены в период с поздней весны по раннюю зиму, но при этом имеют разную сезонность по сравнению друг с другом.

### Респираторно-синцитиальная инфекция
Вызванная респираторно-синцитиальным вирусом человека инфекция (РС-инфекция) поражает преимущественно нижние дыхательные пути, включая мелкие бронхи и бронхиолы. Температура тела обычно поднимается до субфебрильных значений. Характеризуется кашлем, в том числе приступообразным, а дыхание может быть затруднённым. В лёгких могут прослушиваться хрипы, могут развиться бронхит или бронхиолит с обструктивным синдромом. Бронхообструктивный синдром и вторичные бактериальные инфекции могут приводить к смерти. Болезнь обычно длится от 2 до 7 дней, но сухой кашель может сохраняться до 2 недель.
Тяжёлая форма болезни может протекать у детей до 1 года, при которой на 2—7-й день болезни развивается бронхиолит с последующим приступообразным кашлем с вязкой мокротой, который может переходить в рвоту. У детей старшего возраста и взрослых болезнь обычно протекает в лёгкой форме. Среди детей респираторно-синциальный вирус также является одной из главных причин отита, являясь возбудителем примерно в 15 % случаев возникновения осложнения.

### Метапневмовирусная инфекция
Человеческий метапневмовирус был обнаружен относительно недавно — в 2001 году, однако к тому моменту среди людей циркулировал уже как минимум 50 лет. Относится к тому же семейству, что и респираторно-синциальный вирус, и схож с ним по геному. Метапневмовирусная инфекция поражает как верхние дыхательные пути, так и нижние. Может вызывать лихорадку, кашель, заложенность носа, насморк, боль в горле, а также одышку, затруднённое дыхание и гипоксию. Может развиться в бронхит, бронхиолит или пневмонию.
Тяжёлые случаи инфекции могут возникать у детей, пожилых людей и у людей с хроническими заболеваниями, такими как бронхиальная астма, эмфизема лёгких и иммунодефициты. По состоянию на 2018 год не существует зарегистрированных противовирусных средств, эффективных против метапневмовируса.
Большинство детей переносят метапневмовирусную инфекцию в возрасте до пяти лет. В странах с умеренным климатом вирус наиболее активен поздней зимой и весной.

### Энтеровирусная инфекция
Вирусы Коксаки, эховирусы и некоторые другие энтеровирусы одновременно являются и кишечными, и респираторными вирусами. У большинства больных инфекция протекает бессимптомно, может ограничиться внезапно поднявшейся до высоких значений температурой, у остальных может начаться с похожих на грипп симптомов: лихорадки, головной боли и боли в мышцах. Также могут возникнуть рвота и диарея. Со стороны респираторной системы в части случаев болезнь может характеризоваться ринитом, фарингитом и ларингитом, в то время как у детей может развиться круп.
Обычно энтеровирусная инфекция протекает в лёгкой форме, однако у некоторых людей может перерасти в серьёзное заболевание. Помимо основных проявлений энтеровирусы могут также вызывать вирусемию, миозит, миокардит, поражение мозга и периферической нервной системы, менингит, гепатит и пневмонию. Тяжёлое поражение сердечной мышцы или центральной нервной системы может приводить к летальному исходу.
Энтеровирусы передаются как через фекалии, так и воздушно-капельным путём, однако основными источниками заражения являются вода и пища, в частности овощи. Вирусы устойчивы в окружающей среде и могут долго сохраняться в сточных водах, на пищевых продуктах и на поверхностях предметов, однако погибают при кипячении. У заболевшего человека вирусы могут выделяться в окружающую среду в течение нескольких месяцев.
Энтеровирусы являются самыми распространёнными в мире, а инфекция может развиться у любого. В странах с умеренным климатом заболеваемость энтеровирусной инфекцией выше летом и осенью.

### Реовирусная инфекция
Первый представитель рода реовирусов выделен в 1954 году. Реовирусная инфекция распространяется в основном среди детей, к 20—30 годам примерно половина людей успевает перенести реовирусную инфекцию. Поражает глотку, но также затрагивает пищеварительную систему, поэтому может быть схожа с энтеровирусной инфекцией. Температура обычно повышается до субфебрильных значений, высокой бывает редко. У детей может спровоцировать тошноту, рвоту и жидкий стул.

### Бокавирусная инфекция
Бокавирус человека был обнаружен в 2005 году и по состоянию на 2016 год был пока ещё недостаточно изучен. Распространение вируса оказалось повсеместным, а генотип HBoV1 ассоциируется как с респираторными заболеваниями среди детей, так и с гастроэнтеритами, в то время как другие генотипы ассоциируются с кишечной инфекцией. Тем не менее, в собираемых для анализа образцах в значительной части случаев вирус обнаруживается вместе с другими вирусными и бактериальными возбудителями. Достоверно не известно, является ли вирус действительно патогенным.
Практически все дети переносят бокавирусную инфекцию в возрасте до двух лет. Инфекция может возникать в течение всего года, однако чаще возникает в зимнее и весеннее время.

### Грипп

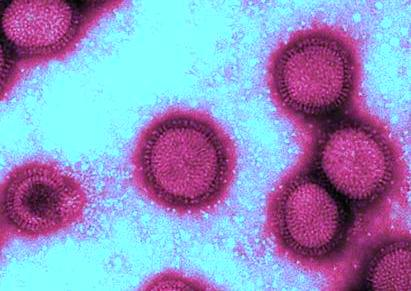
Вирус гриппа Influenza A virus H1N1

Грипп является зооантропонозной инфекцией, что подразумевает поражение не только людей, но и животных. В частности, вирусами гриппа A могут заражаться млекопитающие и птицы, а передача возможна как от человека к животным, так и от животных к человеку.
Выражается грипп в виде трахеита, вирусы повреждают эпителиальные клетки, вызывают интоксикацию, а сами токсины выступают в роли иммуносупрессоров. Для вирусов гриппа также характерна выраженная вирусемия, в результате чего токсины воздействуют на центральную нервную систему и на сердечно-сосудистую систему.
Начало болезни обычно острое, может быть озноб, ломота в мышцах, костях и суставах, головная боль и сильное недомогание. Температура тела практически с самого начала болезни быстро повышается до лихорадочных значений, а сама лихорадка обычно длится 3—4 дня, но может сохраняться и до 6-ти суток.

#### Птичий грипп
Птичий грипп реплицируется в кишечнике водоплавающих перелётных птиц, при этом дикие птицы легко его переносят, а домашние — тяжело болеют с летальностью в 90 %. Болезнь передаётся через фекалии и может инфицировать млекопитающих, в том числе свиней и человека. Человек заражается при контакте с птицей. Известно более 300 случаев заражения с летальностью в 60 %. Также установлено два случая заражения от человека к человеку.
У человека реплицируется в нижних дыхательных путях и эритроцитах, а также может вызывать поражение внутренних органов. Начало болезни такое же, как и у обычного гриппа, но на 2-й—3-й день развиваются симптомы ларингита, бронхита и бронхиолита. В это же время у большинства больных развивается вирусная пневмония. Также у большинства возникают боли в животе, рвота и диарея.
Интересной особенностью передачи вируса свиньям является то, что они могут болеть также и человеческим гриппом A, в результате чего у вирусов может происходить обмен генетическим кодом с образованием вирусов-реассортантов.

#### Свиной грипп
Свиной грипп является разновидностью гриппа, вызываемого вирусами-реассортантами. В отличие от обычного гриппа может вызывать повреждение альвеолярного эпителия с развитием острого респираторного дистресс-синдрома и пневмонии. Также может вызывать диарею.
Одна из эпидемий свиного гриппа была в 2009 году в США и Южной Америке, после чего вирус распространился и на другие континенты, попав в том числе и в Россию. Болезнь передаётся воздушно-капельным путём, а болеют обычно люди молодого возраста (до 30 лет). В 0,9 % случаев болезнь оказывается летальной.